# لاکاتنیک
لاکاتنیک (به بلغاری: Lakatnik) یک منطقهٔ مسکونی در بلغارستان است که در استان صوفیه واقع شده‌است. لاکاتنیک  ۱۱۱ نفر جمعیت دارد.